# Bangladéš na Letních olympijských hrách 2008
Bangladéš se účastnila Letní olympiády 2008 ve třech sportech. Zastupuje ji 5 sportovců.

## Atletika
Abu Abdullah, Nahar Beauty

## Střelba
Imam Hossoin

## Plavání
Rubel Rana, Doli Akhter